# Strange but True?
Strange but True? (tạm dịch: Kỳ lạ nhưng có thật?) là một chương trình truyền hình tài liệu về hiện tượng huyền bí của Anh được phát sóng trên ITV trong bốn mùa, từ ngày 21 tháng 5 năm 1993 đến ngày 7 tháng 11 năm 1997, do Michael Aspel dẫn chương trình.

## Nội dung
Chương trình này khám phá một số khía cạnh của hoạt động không giải thích được, từ những hồn ma và hiện tượng yêu tinh quậy phá, cho đến trải nghiệm cận tử, ma cà rồng và người ngoài hành tinh. Loạt phim liên quan đến việc tái tạo lại những trường hợp kinh điển với các diễn viên và phỏng vấn nhân chứng và nhà nghiên cứu ban đầu qua mỗi sự kiện. Cố vấn câu chuyện cho tất cả các tập phim là nhà nghiên cứu huyền bí và nhà UFO học Jenny Randles.

## Tập phim

### Bản thường
| Sê-ri | Ngày công chiếu      | Ngày kết thúc        | Tập phim |
| ----- | -------------------- | -------------------- | -------- |
| Pilot | 21 tháng 5 năm 1993  | 21 tháng 5 năm 1993  | 1        |
| 1     | 28 tháng 10 năm 1994 | 9 tháng 12 năm 1994  | 7        |
| 2     | 8 tháng 9 năm 1995   | 10 tháng 11 năm 1995 | 10       |
| 3     | 30 tháng 8 năm 1996  | 1 tháng 11 năm 1996  | 10       |
| 4     | 5 tháng 9 năm 1997   | 7 tháng 11 năm 1997  | 10       |

### Bản đặc biệt
| Ngày công chiếu     | Nhan đề      |
| ------------------- | ------------ |
| 27 tháng 6 năm 1997 | Live Special |